# Краснов-Левитин, Анатолий Эммануилович
Анато́лий Эммануи́лович Красно́в-Леви́тин (также Левитин-Краснов, настоящая фамилия Леви́тин; 8 [21] сентября 1915, Баку, Российская империя — 5 апреля 1991, Люцерн, Швейцария) — русский советский писатель-мемуарист, публицист, педагог, журналист, участник диссидентского движения в СССР. В 1933—1946 годах участник обновленческого раскола, в дальнейшем — историк обновленчества.

## Биография

### Молодые годы. Обновленчество
Анатолий Эммануилович Краснов-Левитин родился 8 (21) сентября 1915 года в Баку, Российская империя.
Окончил фабрично-заводскую семилетнюю школу. Поступил в Василеостровский вечерний педагогический техникум в Ленинграде. В 1933 году примкнул к обновленчеству. В 1930-х годах близко познакомился с лидерами обновленческой и патриаршей церквей (Московской патриархии), служившими в Ленинграде.
24 апреля 1934 года был арестован по «церковному делу». 5 мая освобождён под подписку о невыезде. Вскоре дело было прекращено.
В 1941 году был преподавателем Ленинградского театрального института. С началом Великой Отечественной войны эвакуировался в Томск. С декабря 1942 года переехал в Ульяновск, где жил обновленческий первоиерарх Александр Введенский.
28 февраля 1943 года был рукоположён в сан диакона и назначен в клир Неопалимовской церкви в Ульяновске. 17 июня того же года почислен за штат. В 1946 году принёс покаяние патриарху Московскому и всея Руси Алексию I и был принят как мирянин. Работал школьным учителем.

### Правозащитная и диссидентская деятельность в СССР
В 1949 году снова был арестован и приговорён к десяти годам заключения за то, что в частном разговоре назвал Сталина «обер-бандитом». В 1956 году был реабилитирован.
После освобождения работал учителем литературы в школе, одновременно три года был внештатным журналистом в «Журнале Московской Патриархии» (ЖМП), печатался под фамилиями штатных сотрудников с разрешения главного редактора. Автор многочисленных статей в самиздате. Упоминался в статье в журнале «Наука и религия», которая носила характер доноса, сообщая, что Краснов-Левитин пишет под псевдонимом статьи в ЖМП. Статья оканчивалась словами: «Вокруг счастливо и радостно живут люди. И Левитин улыбается вместе с ними. Это — днём. А ночью начинается вторая, настоящая жизнь двуликого богослова. Злобой, высокомерием, казуистикой наливается рукопись нового трактата».
Несмотря на то, что, как и прочие обновленцы, в 1946 году принёс покаяние, сохранил хорошее отношение ко многим обновленцам. Священник РПЦ Георгий Эдельштейн вспоминал:

В сентябре 1963 г. на приход к о. Александру Меню в Алабино приехал Анатолий Эммануилович Краснов-Левитин: он хотел отслужить панихиду о «приснопоминаемом митрополите Александре» (Введенском) в день его ангела. Отец Александр попросил меня помочь. Я ответил, что принесу кадило и буду петь только при условии, что о. Александр обещает заодно с «митрополитом» поминать на ектениях и «болярина Каина», «апостола Иуду». Стоявший рядом тогдашний друг Меня Николай Эшлиман сказал, что Введенский такой же митрополит, как Емельян Пугачёв — Государь Император Пётр Фёдорович.
Анатолий Эммануилович очень обиделся: по его словам, он надеялся, что в СССР отыщется хоть один храм, куда мракобесам и черносотенцам вход запрещён…

Проводил в Москве миссионерскую деятельность среди оппозиционной молодёжи. Согласно его изданным в эмиграции мемуарам «Родной простор. Демократическое движение» и «Из другой страны», крёстный отец поэта Евгения Кушева и самиздатского журналиста Андрея Дуброва. Собственных детей у него не было, что отражено в его мемуарах. Один раз в неделю в 1967—1969 годах устраивал в своём доме «журфиксы», куда мог прийти любой желающий. На них он в основном рассказывал о своей жизни, о которой затем написал в изданных в эмиграции мемуарах, а также вёл политические беседы о положении в СССР, сообщал новости о диссидентах, объяснял основы православия.
Духовный отец группы религиозной молодёжи «левитинцы», противостоявшей другой религиозной группе — «меневцы», от которой «левитинцы» отличались активным участием в оппозиционной политической жизни. К этой молодёжной группе до эмиграции принадлежал Андрей Дубров.
12 сентября 1969 года был арестован. Обвинялся по ст. 142 Уголовного кодекса РСФСР (нарушение законов об отделении церкви от государства) и по ст. 190-1 Уголовного кодекса РСФСР (клевета на советский государственный строй). 11 августа 1970 года был отпущен на свободу из-за недоказанности обвинения.
7 апреля 1971 года написал самиздатскую статью в защиту арестованного диссидента Владимира Буковского «Не мечом и копьём (К аресту Владимира Буковского)».
Повторно был арестован 8 мая 1971 года, и 19 мая Московский городской суд приговорил его к трём годам лишения свободы за, согласно его мемуарам, статьи в защиту советского генерала Петра Григоренко и диссидента Владимира Буковского. Впоследствии сохранивший советское гражданство Буковский обвинил его в троцкизме, указав, что его «учитель — Троцкий», что Левитин отрицал, указав, что его учитель — Иисус Христос. После обвинения Левитиным Буковского в клевете и неблагодарности Буковский как редактор эмигрантского русского перевода книги Блоха и Реддауэя «Диагноз: инакомыслие. Как советские психиатры лечат от политического инакомыслия» выкинул из него полторы страницы свидетельства крестника Левитина Андрея Дуброва о его заточении в психиатрической больнице.
В самиздате появилось открытое письмо Геннадия Смирновского (псевдоним его крестника Андрея Дуброва) — репортаж с места суда над Левитиным-Красновым.
Из последнего слова Левитина на суде:

Я верующий христианин. А задача христианина не только в том, чтобы ходить в церковь. Она заключается в воплощении заветов Христа в жизнь. Христос призывал защищать всех угнетённых. Поэтому я защищал права людей, будь то почаевские монахи, баптисты или крымские татары, а если когда-нибудь станут угнетать убеждённых антирелигиозников, я стану защищать и их…

Находился в заключении в ИТК в Сычёвке Смоленской области.
С обращениями в защиту Анатолия Левитина выступали Андрей Сахаров, Игорь Шафаревич, Валерий Чалидзе и другие правозащитники и общественные деятели.

### В эмиграции
20 сентября 1974 года эмигрировал из СССР и вылетел из Москвы в Вену, оставив в Москве жену Лидию Здановскую. В Вене, согласно его мемуарам, Левитина встречал в аэропорту его крестник Андрей Дубров с группой тележурналистов голландского телевидения во главе с венским корреспондентом Юлиусом Хуфом. В дальнейшем Дубров от контактов с ним воздержался, как и от контактов со всеми другими диссидентами за ненадобностью и нежелательностью для его работы переводчиком с участием официальных советских лиц.
После выезда был лишен советского гражданства и оставался лицом без гражданства до самой смерти. Обосновался в Люцерне (Швейцария), откуда выезжал с чтением лекции о положении религии в СССР во многие страны мира. Публиковался в «Русской мысли» (Париж), «Новом русском слове» (Нью-Йорк) со статьями-откликами на аресты в Москве советских диссидентов, а также в журналах «Вестник РСХД» (Париж) и «Континент» (Париж), в последнем случае под псевдонимом А. Краснов. Участник «Сахаровских слушаний» в Копенгагене, в 1975 году, на которых выступил с докладом о концлагерях в СССР. Приветствовал высланного КГБ в Швейцарию диссидента Владимира Буковского на пресс-конференции в Цюрихе.
Сразу же после переезда на Запад организовал приглашение от одной организации из Германии диссиденту Владимиру Осипову, чтобы тот мог эмигрировать и его не посадили, но Осипов эмигрировать отказался.
«Хроника текущих событий» № 39 пишет, что 7 февраля 1976 года в больницу в Люцерне (Швейцария) в тяжелом состоянии был доставлен А. Э. Краснов-Левитин, попавший в автомобильную аварию. Дирекция хирургической клиники немедленно вызвала его жену Л. И. Здановскую, проживающую в Москве. Однако ОВИР отказался выдать визу, требуя подтверждения случившегося советским посольством в Берне и не удовлетворившись имевшимся подтверждением швейцарского посольства в Москве. Диссидентские священники РПЦ Д.Дудко, С.Желудков, Г.Якунин, а также диссиденты Л.Регельсон, Вад. Борисов, Е.Боннэр и В.Лашкова 21 февраля написали письмо в ОВИР (копия Брежневу, Подгорному, швейцарскому посольству). Они просили не задерживать поездку Здановской к мужу. 23 февраля ОВИР сообщил Здановской, что её дело будут рассматривать, не ожидая подтверждения советского посольства. 29 февраля Здановская выехала к мужу.
В Москве в сентябре 1976 года вторым изданием вышла книга «Диверсия без динамита». Её авторы, майор 4 отдела КГБ А. Шилкин и А. Белов, стремились ещё в первом издании 1972 года очернить Анатолия Левитина, который отбывал в 1972 году тюремный срок.
В Люцерне его навещала приезжавшая по его приглашению с советским паспортом из Москвы жена Лидия Иосифовна Здановская, сестра матери советского диссидентского священника Глеба Якунина Клавдии Иосифовны Здановской. Об обыске у Лидии Здановской в 1979 году связи с арестом священника Глеба Якунина, его тетки и жены Левитина-Краснова, сообщила «Хроника текущих событий» № 54.
25 апреля 1980 года суд в Ленинграде приговорил Владимира Пореша, руководителя «Христианского семинара», представителем которого на Западе был Левитин-Краснов, к 5 годам лагерей строгого режима и 3 годам ссылки. Порешу в частности инкриминировалась отправка Левитину в Швейцарию «пленок» с самиздатом антисоветского содержания.
Был сторонником диссидентского движения в православии «Живая церковь», ставящего своей целью примирить христианство с социализмом. Считал своим духовным сыном религиозного диссидента Александра Огородникова. Отдал ему перед отъездом в Швейцарию все свои книги, которые не смог взять с собой, с просьбой их распространять. Огородников регулярно обменивался письмами с Левитиным через швейцарских туристов, посещавших СССР.
Незадолго до смерти, в 1989 году, Левитин побывал туристом в СССР, о чём свидетельствует его фото «А. Э. Краснов-Левитин на заседании общества „Культурное возрождение“ в Доме культуры завода „Серп и молот“. 1989 г.» и о чём он сообщил в своей последней книге «Правильные весы: Памяти Николая Ивановича Иванова (1905—1990)».
Трагически погиб 5 апреля 1991 года в результате несчастного случая: утонул в Женевском озере (согласно некрологам в журнале Religion in Communist Lands (Volume 19, 1991 — Issue 3-4) и сайту Biblical Studies).

## Творческая и общественная деятельность
В 1930—1946 годах принадлежал к обновленчеству; впоследствии, после её ликвидации Иосифом Сталиным в 1946 году, примкнул к Московской патриархии.
Себя называл христианским социалистом.
В 1960-х годах выступал в защиту верующих, свободу совести в СССР, участвовал в диссидентском движении, о чём в частности свидетельствует диссидентская «Хроника текущих событий». Английский советолог Дж. Эллис пишет: «Анатолий Левитин был первым известным православным, полностью отождествившим себя с Демократическим движением. В 1969 г. он стал одним из основателей Инициативной группы защиты прав человека и был арестован».
Автор книг на религиозно-мировоззренческие темы и по истории обновленчества (основной труд — «Очерки по истории русской церковной смуты», совместно с Вадимом Шавровым). Как отмечает современный исследователь обновленчества Валерий Лавринов, многие факты, приводимые в данном труде, оказались субъективными и не подтвердились документально, поскольку авторы при написании книги часто полагались на воспоминания других людей. Написал также воспоминания о России в 4 книгах и об эмиграции в 2 книгах (см. ниже раздел «Сочинения»).

## Семья
Отец — Эммануил Ильич Левитин, из богатой еврейской семьи, крестился и был до революции мировым судьёй.
Мать — Надежда Викторовна Мартыновская, русская, из дворян; её двоюродным дедом был Анатолий (Мартыновский), архиепископ Могилёвский.
Жена — Лидия Иосифовна Здановская, сестра Клавдии Зданевской, матери Глеба Якунина.

## Сочинения
- Краснов-Левитин А. Э. Диалог с церковной Россией. — Франкфурт-на-Майне: Посев, 1967. — С. 112.

- Краснов А. Строматы. — Франкфурт-на-Майне: Посев, 1972. — С. 155.

- Краснов-Левитин А. Э. Лихие годы, 1925-1941: Воспоминания. — Париж: YMCA-Press, 1977. — С. 380.

- Краснов-Левитин А. Э., Шавров В. М. Очерки по истории русской церковной смуты: (20-е — 30-е гг. XX в.): В 3-х частях. — Küsnacht: Кюснахт (Швейцария): Institut Glaube in der 2. Welt, Zürichstrasse 155, CH - 8700 Küsnacht (Schweiz), 1977. Переиздано: М.: Крутицкое патриаршее подворье, 1996.. — 670 с.

- Краснов-Левитин А. Э. Рук твоих жар (1941-1956): Воспоминания. Ч. II. — Тель-Авив: Круг, 1979. — С. 479.

- Краснов-Левитин А. Э. В поисках Нового Града: Воспоминания. Ч. III. — Тель-Авив: Круг, 1980. — С. 411.

- Краснов-Левитин А. Э. Родной простор: Демократическое движение: Воспоминания. Ч. IV. — Франкфурт-на-Майне: Посев, 1981. — С. 491.

- Краснов-Левитин А. Э. У ворот. — Париж: Поиски, 1982.

- Краснов-Левитин А. Э. Два писателя: (Об А. И. Солженицыне и В. Е. Максимове). — Париж: Поиски, 1983. — С. 294.

- Краснов-Левитин А. Э. Звезда Маир. — Париж: Поиски, 1983. — С. 207.

- Краснов-Левитин А. Э. В час рассвета: (20 лет спустя…). — Париж: Поиски, 1984. — С. 137.

- Краснов-Левитин А. Э. Из другой страны. — Париж: Поиски, 1985. — С. 171.

- Краснов-Левитин А. Э. По морям, по волнам… — Париж: Поиски, 1986. — С. 174.

- Краснов-Левитин А. Э. Труды и дни: Обновленческий митрополит Александр Введенский. — Париж: Поиски, 1990. — С. 204.

- Краснов-Левитин А. Э. Правильные весы: Памяти Николая Ивановича Иванова (1905-1990). — Люцерн: автор, 1990. — С. 20.

- Краснов-Левитин А. Э. Закат обновленчества. — Франкфурт-на-Майне: автор, 1972. — С. 274.

- Краснов-Левитин А. Э. Правильные весы. Памяти Николая Павловича Иванова (1905-1990). — Люцерн: автор. — С. 19.

- Краснов-Левитин А. Э. Русская Православная церковность. — Москва: автор, 1995. — С. 124.

- A. Ė. Levitin-Krasnov. Böse Jahre: Memoiren v. russ. Christen (по-немецки). — 1977.

- Anatoly Levitin-Krasnov and Jane Ellis. One Man's Witness: Selected Writings of Anatoly Levitin-Krasnov (по-английски). — 1988.

- Levitin-Krasnov, A.E. Die Glut deiner Hände (по-немецки). — Luzern: Rex, 1980. — С. 424. Архивировано 7 марта 2017 года.